# Drop Everything
Drop Everything a Lady Pank 1985-ben megjelent lemeze.
A legtöbb dalt a következő felállásban vették fel (kivételek külön jelezve):
- Janusz Panasewicz – ének
- Jan Borysewicz - ének, gitár
- Edmund Stasiak – gitár
- Paweł Mścisławski – gitár
- Jarosław Szlagowski – basszusgitár

## Feldolgozások
1. Minus Zero
2. Hustler
3. Hero
4. The zoo that has not keeper
5. Be good
6. Do, do
7. Someone's round the corner
8. Disturbance of the Order
9. Stranger
10. My Kilimanjaro